# USS Olympia (C-6)
USS Olympia é um cruzador protegido que serviu na Marinha dos Estados Unidos no período de 1895 até 1922.

## História
Este navio tornou-se famoso como o navio-capitânia do Comodoro George Dewey na Batalha de Cavite durante a Guerra Hispano-Americana em 1898. O navio foi descomissionado depois de voltar para os Estados Unidos em 1899, mas retornou ao serviço ativo em 1902. 

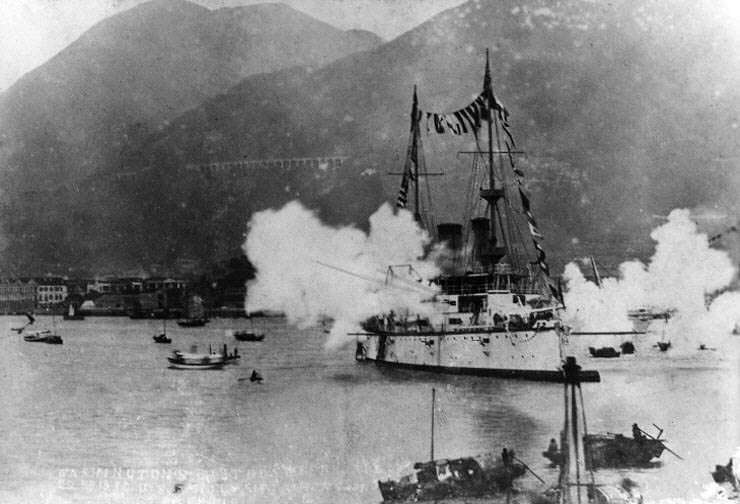
Salva de canhão do USS Olympia em sua chegada ao porto de Hong Kong (1898).

Ele serviu até a Primeira Guerra Mundial como um navio de treinamento para os cadetes da Marinha e como um quartel flutuante em Charleston, Carolina do Sul. Em 1917, ele foi mobilizada novamente para o serviço de guerra, patrulhando a costa americana e escoltando navios de transporte. 
Após o fim da Primeira Guerra Mundial, Olympia participou da fracassada intervenção aliada na tentativa de parar com a revolução comunista que cuminara na Guerra Civil Russa, em 1919, e realizou cruzeiros no Mediterrâneo e no Mar Adriático para "promover a paz" nos instáveis países dos Balcãs. Em 1921, o navio, transportou os restos do Soldado Desconhecido da Primeira Guerra Mundial na França para Washington, para o sepultamento definitivo no Cemitério Nacional de Arlington. Olympia, foi descomissionado pela última vez em dezembro de 1922 e colocado na reserva. 
A Marinha dos Estados Unidos em 1957 transferiu a propriedade do navio para a associação Olympia Cruiser Association, que restaurou o navio com a sua configuração de 1898. Desde então, o Olympia se tornou um navio-museu na Filadélfia, Pensilvânia e agora faz parte do Independence Seaport Museum. É o mais antigo navio de guerra de aço dos Estados Unidos flutuando. No entanto, o Museu tem sido incapaz de financiar a manutenção essencial para o navio, e tentativas de assegurar o financiamento externo falharam. O atual administrador, sob a direção de Marinha dos Estados Unidos colocou o navio em disponibilidade para novos administradores.
Olympia foi designado um marco histórico nacional em 1966.